# Jakob-Kaiser-Haus
Das Jakob-Kaiser-Haus ist ein Gebäudekomplex im Berliner Ortsteil Mitte und bildet das größte deutsche Parlamentsgebäude. Es beherbergt verschiedene Büros des Deutschen Bundestages und ist nach dem Politiker Jakob Kaiser (Zentrumspartei, später CDU) benannt.

## Entwürfe und Bau
Das Jakob-Kaiser-Haus besteht aus acht jeweils sechsgeschossigen Gebäuden, die 1997 von vier verschiedenen Architektenbüros entworfen wurden (Haus 1 und 2: Schweger & Partner, Haus 3 und 7: Busmann + Haberer, Haus 4 und 8: Gerkan, Marg und Partner, Haus 5 und 6: de Architekten Cie). Die Schlüsselübergabe fand am 23. Januar 2002 statt. Das ehemalige Reichstagspräsidentenpalais gehört zum Jakob-Kaiser-Haus und wurde von Thomas van den Valentyn umgestaltet. Weitere bestehende Gebäude, wie das VDI-Haus und das Haus Sommer, ein ehemaliges Bankgebäude, wurden in den Komplex integriert. Die Häuser 1–4 und 5–8 sind durch die Dorotheenstraße getrennt, allerdings verbinden zwei Brücken die Häuser miteinander. Ferner verlaufen unter der Dorotheenstraße drei Passagen, die die beiden Gebäude ebenfalls miteinander verbinden. Des Weiteren reicht eine Passage – ebenfalls unterirdisch – bis zum Reichstagsgebäude.
Vom Jakob-Kaiser-Haus ist es auch möglich, unterirdisch durch einen Tunnel unter der Spree, den Versorgungstunnel Regierungsviertel, hindurch in das Marie-Elisabeth-Lüders-Haus oder das Paul-Löbe-Haus zu gelangen. Der Versorgungstunnel Regierungsviertel ist ein Zufahrtstunnel für Lkw-Lieferungen, zum Beispiel für die Mitarbeiterkantine und die Einfahrt in die unterirdischen Parkdecks unter dem Marie-Elisabeth-Lüders-Haus sowie dem Jakob-Kaiser-Haus.
Das Gebäude musste bereits mehrfach saniert werden, weil es wiederholt durch das Dach regnete.

## Nutzung

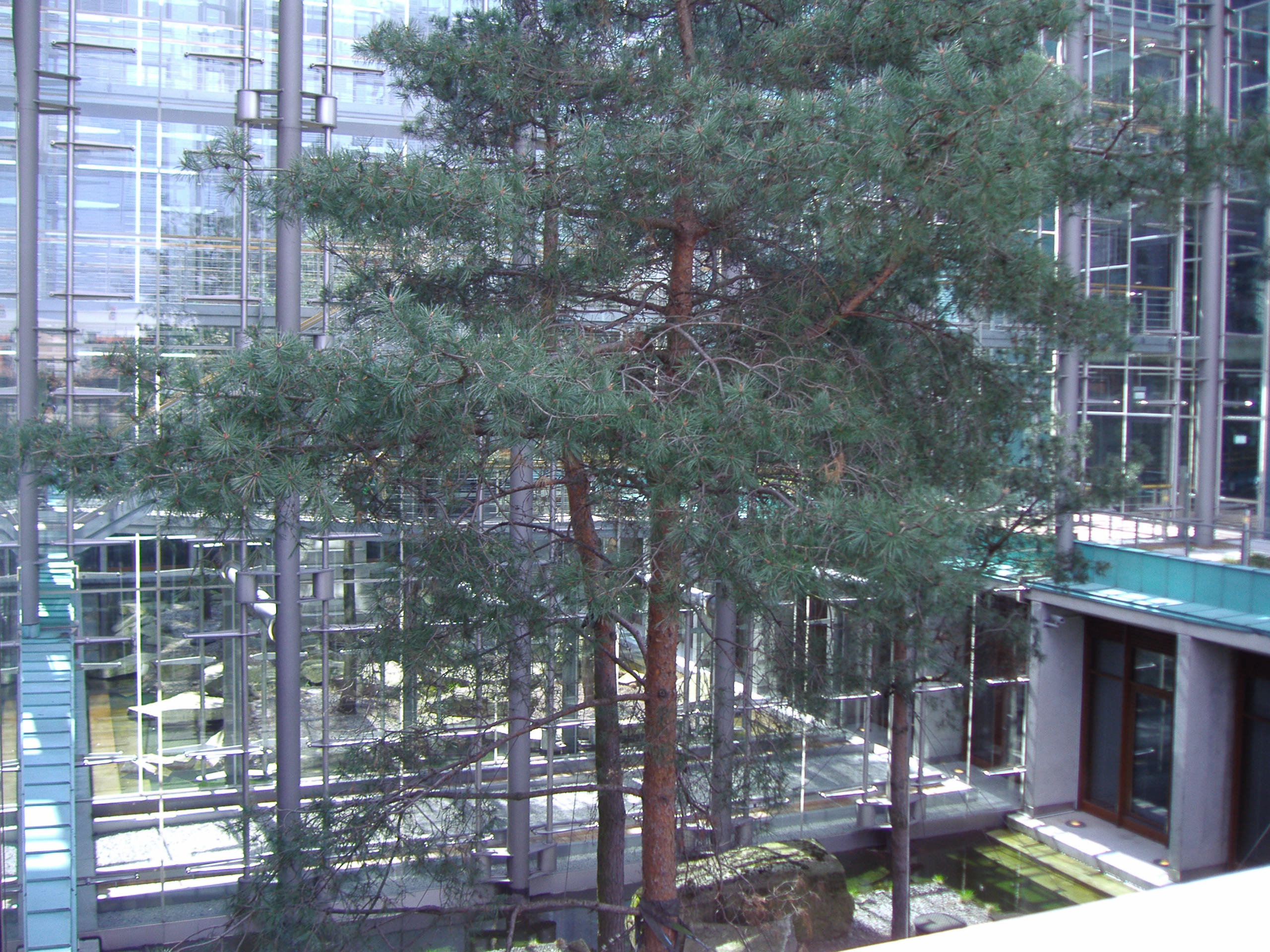
Innenhof mit Kunstwerk des Architekturbüros WES & Partner

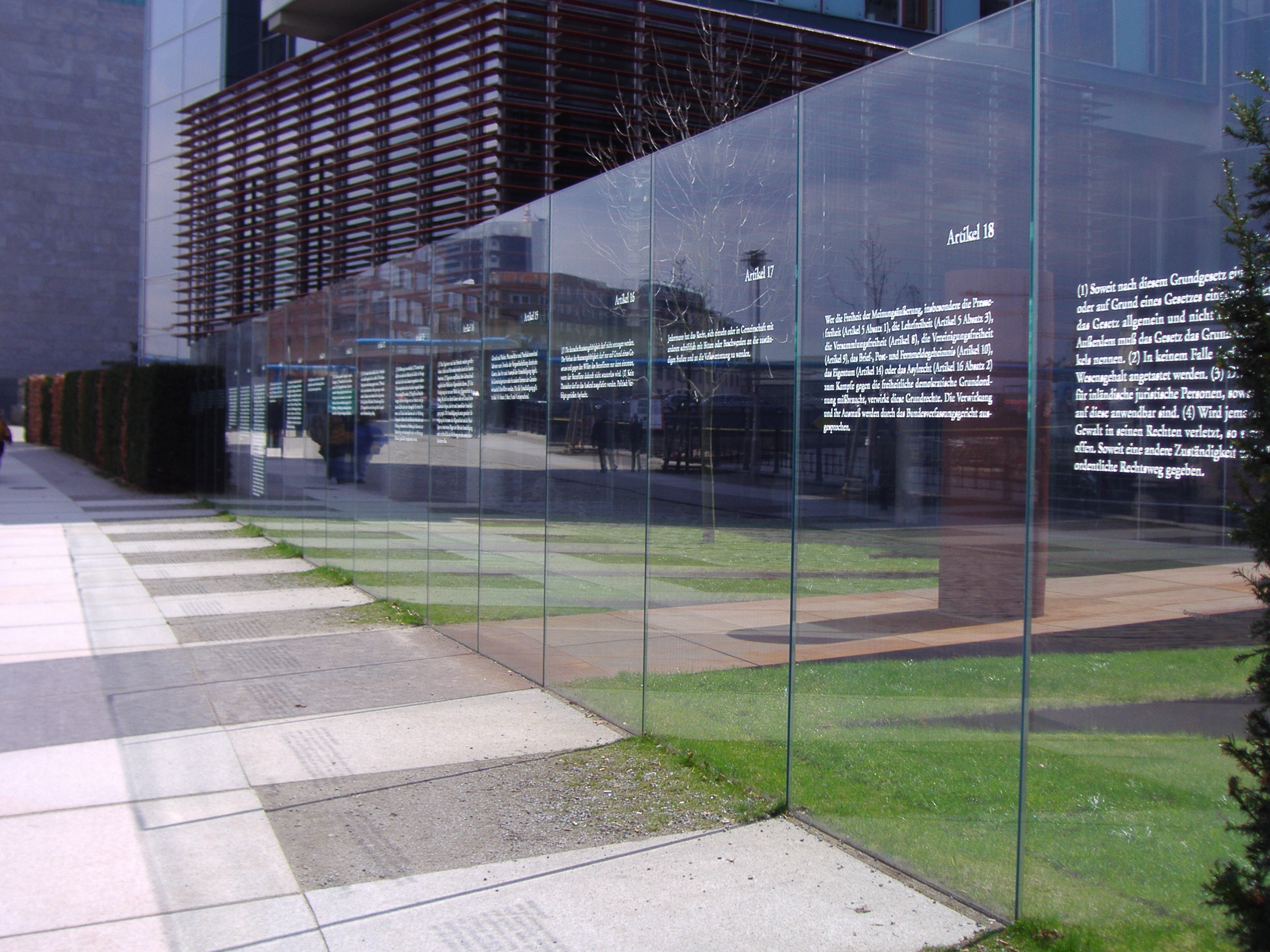
Glasplatten mit den ersten 19 Artikeln des Grundgesetzes

### Vor dem Umbau
Das heutige Haus 5 des Gebäudekomplexes mit dem Natursteinmosaik von Charles Crodel (1951/1952) diente in der DDR der Kammer der Technik als Hauptsitz. Das Haus Sommer, ein ehemaliges Bankgebäude, wurde in Haus 7 integriert. Kleine Relikte aus der vorherigen Nutzung wurden dabei bewusst erhalten, beispielsweise ein Lastenaufzug oder die Panzertür zum einstigen Tresorraum.

### Heute
Im größten deutschen Parlamentsbau befinden sich insgesamt 1745 Büros, davon 314 Abgeordnetenbüros. Die Abgeordnetenbüros haben eine Standardgröße von 18 m², sind aber unterschiedlich ausgestattet. Des Weiteren befinden sich die Arbeitsräume der Vizepräsidenten, die Büros der Parlamentsdienste, 43 Besprechungsräume und zwei Sitzungssäle im Jakob-Kaiser-Haus, die unter anderem für Untersuchungsausschüsse genutzt werden. Außerdem sind das Pressezentrum des Bundestages sowie verschiedene Mediendienste einschließlich eines TV-Studios im Gebäude untergebracht.
Neben den parlamentarischen Räumlichkeiten befinden sich vier Geschäfte sowie die als Kasino bezeichnete Kantine mit 570 Plätzen im Gebäude.

## Architektur und Kunst
In den Innenhöfen des Jakob-Kaiser-Hauses befinden sich mehrere Kunstobjekte verschiedener Künstler, beispielsweise auf dem Innenhof von Haus 3, der vom israelischen Künstler Dani Karavan gestaltet wurde. Der zur Spree hin offene Innenhof wurde durch Glasplatten begrenzt, auf denen die ersten 19 Grundgesetzartikel in der Fassung von 1949 zu lesen sind. Man entschied sich für die Glasplatten, um den Blick auf den Innenhof nicht zu versperren, aber eine Abgrenzung zu schaffen.
Im März 2023 beschmierten Aktivisten der Gruppierung Letzte Generation die Glasskulptur Grundgesetz 49 mit einer dunklen Flüssigkeit. Die Gruppe selbst teilte mit, die 19 Glasplatten „in Erdöl getränkt“ zu haben. Sie führte dazu aus: „Die Regierung ist vor der Verfassung in der Pflicht, unsere Lebensgrundlagen und Freiheit zu schützen. Die Regierung kommt ihrer Pflicht nicht nach.“ Die Aktion wurde parteiübergreifend scharf verurteilt.